# Роза Тюдоров
Ро́за Тюдо́ров (англи́йская ро́за, ро́за Сою́за; англ. Tudor rose, English rose, Union rose) — традиционная геральдическая эмблема Англии и Гэмпшира (первоначально — в гербе короля Англии Генриха VII как символ объединения враждовавших королевских династий Ланкастеров и Йорков). Изображается в виде сдвоенной розы, выполненной в «естественных» (англ. proper) цветах: белый цветок поверх алого, а также разделённой на пять алых и белых секторов, белый цветок поверх алого. Иногда её изображают разделённой на четыре части («четверти») или на две части алого и белого цветов вертикальной полосой посередине («пер пале́»). Название и происхождение эмблемы связаны с обстоятельствами возникновения английской королевской династии Тюдоров.

## Происхождение
Воцарение Генриха Тюдора, отобравшего английскую корону у Ричарда III в битве при Босворте (1485), положило конец тридцатилетней войне между королевской династией Ланкастеров (чьей эмблемой была алая роза) и королевской династией Йорков (чьей эмблемой была белая роза). Отец Генриха, Эдмунд Тюдор, носил титул графа Ричмонда; мать, леди Маргарет Бофорт, происходила из дома Ланкастеров. Стремясь объединить все английские королевские династии, Генрих Тюдор женился на наследнице Йорков — дочери Эдуарда IV Елизавете. После вступления в брак Генрих принял новую эмблему, соединившую алую розу Ланкастеров и белую розу Йорков.
Во время своего правления Генрих VIII велел выкрасить заново старинный круглый стол, хранившийся в Уинчестерском замке и считавшийся подлинным Круглым Столом короля Артура. В центре поновлённого стола была изображена роза Тюдоров.

## Историческое употребление
Известны изображения розы Тюдоров «со стеблем и венцом» (англ. slipped and crowned) — в виде цветка на срезанном стебле с несколькими листьями, увенчанного короной (портрет Елизаветы I работы Николаса Хиллиарда), а также «в половинном виде» (англ. dimidiated) — соединённой с половиной другой эмблемы. Турнирный список Вестминстера (англ. The Westminster Tournament Roll) содержит эмблему Генриха VIII и его первой жены Екатерины Арагонской: половинное изображение розы Тюдоров со стеблем, объединённое с личной эмблемой Екатерины — гранатом (эту же составную эмблему унаследовала их дочь Мария Тюдор). Яков I Английский и VI Шотландский использовал в качестве личной эмблемы половинную розу Тюдоров, соединённую с чертополохом и увенчанную королевской короной.
- Коронация Генриха VIII и Екатерины Арагонской, осенённая их геральдическими эмблемами — розой Тюдоров и плодом граната, символом покорённой испанцами Гранады. Гравюра XVI века
- Роза Тюдоров. Фрагмент портрета Томаса Мора работы Ганса Гольбейна-младшего. 1527
- Две розы Тюдоров на реверсе "готического" флорина 1859 года (mdccclix). Великобритания, королева Виктория. Серебро 925 пробы.

## Современное употребление
Ныне роза Тюдоров — традиционная национальная эмблема Англии (подобно чертополоху, выступающему в качестве эмблемы Шотландии, трилистнику, символизирующему Ирландию, и геральдическому валлийскому луку-порею). Роза — отличительный знак йоменов-стражей Тауэра и английских королевских лейб-гвардейцев, деталь кокарды на головных уборах военнослужащих разведывательных войск Великобритании, элемент логотипа Английского туристического управления и эмблемы британского Верховного суда (в двух последних случаях — стилизованная «упрощённая» версия). Она же изображена на английской двадцатипенсовой монете, бывшей в употреблении в 1982—2008 годах, на королевском гербе Великобритании и на государственном гербе Канады.
Золотая роза Тюдоров украшает торец Меча Сталинграда, подаренного на Тегеранской конференции Иосифу Сталину, за мужество и героизм проявленное советским народом и победу в Сталинградской битве.